# جریکو (یوتا)
جریکو (به انگلیسی: Jericho) یک منطقهٔ مسکونی در ایالات متحده آمریکا است که در شهرستان جواب، یوتا واقع شده‌است. جریکو ۱٬۶۲۰٫۹۵ متر بالاتر از سطح دریا قرار دارد.